# Eupithecia sagittata
Eupithecia sagittata är en fjärilsart som beskrevs av W. Warren 1897. Eupithecia sagittata ingår i släktet Eupithecia och familjen mätare. Inga underarter finns listade i Catalogue of Life.